# Primera División 2013 (Paraguay)
In 2013 werd het 108ste seizoen gespeeld van de Primera División, de hoogste voetbalklasse van Paraguay. Het seizoen werd opgesplitst in een Torneo Apertura (9 februari–30 juni) en Torneo Clausura (26 juli–7 december).

## Torneo Apertura
| №  | Club               | WG | W  | G | V  | DV | DT | +/– | Punten |
| -- | ------------------ | -- | -- | - | -- | -- | -- | --- | ------ |
|    | Nacional           | 22 | 15 | 1 | 6  | 40 | 25 | +15 | 46     |
| 2  | Guaraní            | 22 | 11 | 7 | 4  | 38 | 21 | +17 | 40     |
| 3  | Cerro Porteño      | 22 | 11 | 4 | 7  | 38 | 29 | +9  | 37     |
| 4  | Libertad           | 22 | 10 | 6 | 6  | 29 | 23 | +6  | 36     |
| 5  | Olimpia            | 22 | 8  | 7 | 7  | 31 | 31 | 0   | 31     |
| 6  | Sol de América     | 22 | 7  | 8 | 7  | 30 | 34 | –4  | 29     |
| 7  | General Díaz       | 22 | 7  | 7 | 8  | 25 | 27 | –2  | 28     |
| 8  | Deportivo Capiatá  | 22 | 7  | 6 | 9  | 25 | 30 | –5  | 27     |
| 9  | Rubio Ñu           | 22 | 6  | 7 | 9  | 27 | 29 | –2  | 25     |
| 10 | Sportivo Luqueño   | 22 | 6  | 7 | 9  | 19 | 25 | –6  | 25     |
| 11 | Cerro Porteño (PF) | 22 | 4  | 7 | 11 | 27 | 38 | –11 | 19     |
| 12 | Sportivo Carapeguá | 22 | 3  | 7 | 12 | 22 | 39 | –17 | 16     |

## Torneo Clausura
| №  | Club               | WG | W  | G | V  | DV | DT | +/– | Punten |
| -- | ------------------ | -- | -- | - | -- | -- | -- | --- | ------ |
|    | Cerro Porteño      | 22 | 14 | 8 | 0  | 37 | 16 | 21  | 50     |
| 2  | Libertad           | 22 | 12 | 3 | 7  | 25 | 19 | 6   | 39     |
| 3  | Deportivo Capiatá  | 22 | 12 | 2 | 8  | 36 | 32 | 4   | 38     |
| 4  | Guaraní            | 22 | 10 | 7 | 5  | 47 | 24 | 23  | 37     |
| 5  | General Díaz       | 22 | 8  | 9 | 5  | 30 | 24 | 6   | 33     |
| 6  | Nacional           | 22 | 9  | 6 | 7  | 30 | 26 | 4   | 33     |
| 7  | Sportivo Luqueño   | 22 | 8  | 5 | 9  | 30 | 29 | 1   | 29     |
| 8  | Rubio Ñu           | 22 | 6  | 7 | 9  | 25 | 32 | –7  | 25     |
| 9  | Olimpia            | 22 | 6  | 6 | 10 | 31 | 32 | –1  | 24     |
| 10 | Sportivo Carapeguá | 22 | 5  | 7 | 10 | 24 | 38 | –14 | 22     |
| 11 | Sol de América     | 22 | 4  | 5 | 13 | 24 | 43 | –19 | 17     |
| 12 | Cerro Porteño (PF) | 22 | 5  | 1 | 16 | 23 | 47 | –24 | 16     |

## Degradatie
Welke twee clubs aan het einde van het seizoen degraderen naar de División Intermedia werd bepaald aan de hand van het aantal behaalde punten per wedstrijd in de laatste drie seizoenen. Op basis daarvan viel ditmaal het doek voor Cerro Porteño (PF) en Sportivo Carapeguá.
| №  | Club               | 2011 Pnt | 2012 Pnt | 2013 Pnt | Totaal Pnt | Totaal Wed. | Gem.   |
| -- | ------------------ | -------- | -------- | -------- | ---------- | ----------- | ------ |
| 1  | Libertad           | 79       | 91       | 75       | 245        | 132         | 1.8561 |
| 2  | Cerro Porteño      | 67       | 86       | 87       | 240        | 132         | 1.8182 |
| 3  | Nacional           | 83       | 77       | 79       | 239        | 132         | 1.8106 |
| 4  | Olimpia            | 88       | 79       | 55       | 222        | 132         | 1.6818 |
| 5  | Guaraní            | 58       | 73       | 77       | 208        | 132         | 1.5758 |
| 6  | Capiatá            | —        | —        | 65       | 65         | 44          | 1.4773 |
| 7  | General Díaz       | —        | —        | 61       | 61         | 44          | 1.3864 |
| 8  | Sol de América     | 49       | 60       | 46       | 155        | 132         | 1.1742 |
| 9  | Sportivo Luqueño   | 35       | 59       | 54       | 148        | 132         | 1.1212 |
| 10 | Rubio Ñu           | 58       | 36       | 50       | 144        | 132         | 1.0909 |
| 11 | Cerro Porteño (PF) | —        | 53       | 35       | 88         | 88          | 1      |
| 12 | Sportivo Carapeguá | —        | 45       | 38       | 83         | 88          | 0.9432 |

1906 · 1907 · 1908  · 1909 · 1910 · 1911 · 1912 · 1913 · 1914 · 1915 · 1916 · 1917 · 1918 · 1919 · 1920 · 1921 · 1922  · 1923 · 1924 · 1925 · 1926 · 1927 · 1928 · 1929 · 1930 · 1931 · 1932 · 1933 · 1934  · 1935 · 1936 · 1937 · 1938 · 1939 · 1940 · 1941 · 1942 · 1943 · 1944 · 1945 · 1946 · 1947 · 1948 · 1949 · 1950 · 1951 · 1952 · 1953 · 1954 · 1955 · 1956 · 1957 · 1958 · 1959 · 1960 · 1961 · 1962 · 1963 · 1964 · 1965 · 1966 · 1967 · 1968 · 1969 · 1970 · 1971 · 1972 · 1973 · 1974 · 1975 · 1976 · 1977 · 1978 · 1979 · 1980 · 1981 · 1982 · 1983 · 1984 · 1985 · 1986 · 1987 · 1988 · 1989 · 1990 · 1991 · 1992 · 1993 · 1994 · 1995 · 1996 · 1997 · 1998 · 1999 · 2000 · 2001 · 2002 · 2003 · 2004 · 2005 · 2006 · 2007 · 2008 · 2009 · 2010 · 2011 · 2012 · 2013 · 2014 · 2015 · 2016 · 2017 · 2018 · 2019 · 2020 · 2021 · 2022 · 2023